# Професионална гимназия по строителство, архитектура и геодезия „Лубор Байер“
Професионалната гимназия по строителство, архитектура и геодезия „Лубор Байер“ е средно техническо училище в Стара Загора.
Създадено е през 1943 г. Представлява първото техническо училище за Южна България. Тежките условия, при които е създадено училището се отразяват на учебно заведение: липса на преподаватели, подходяща сграда, учебни пособия, необходимия брой преподаватели както и квартири и ученически стол. Независимо от това общо 120 ученика (строители и земемери) започват учебната година под ръководството на първия директор инж. Велислав Николаев. През 1946 г. се дипломират първите строителни техници. През 1947 г. в училището са открити специалността „Архитектура“, а през 1952 г. „Водно строителство“.
Гимназията носи името на Лубор Байер, строителен техник от Австро-Унгария, създал градоустройствения план на Стара Загора, град който е изгорен по време на Руско-турската война и е построен наново.